# スリッパリーロック大学
ペンシルベニア州立スリッパリーロック大学(英語名：Slippery Rock University of Pennsylvania、通称：SRUまたはThe Rock)は、米国ペンシルベニア州北西部に位置するスリッパリーロック（en:Slippery Rock）という町にある州立大学。スリッパリーロックは、ピッツバーグ市から北へ84キロメートル程上ったところで、人口約3千人の小さな大学町である。
ペンシルベニア州高等教育システム（英語名：en:Pennsylvania State System of Higher Education、通称：PASSHE）のメンバーである。

## 沿革
1889年3月26日、Slippery Rock State Normal School（通称：SRSNS）として創立。1926年、ペンシルベニア州により州立スリッパリーロック教員養成大学 (en:Slippery Rock State Teachers College) と改名。元々、教員養成校である歴史を持つため、現在でもスリッパリーロック大学の教育学部は優秀で一目を置かれている。1960年、文型の単科大学、スリッパリーロック州立大学となり、1983年、現在の総合大学であるスリッパリーロック大学となる。

## 留学生状況
2013年春現在、36カ国から76人の留学生がいる。内、日本人は正規留学生が1人、交換留学生は4人。
留学生同士の絆は非常に強く、お互いに支え合い、助け合うのが伝統になっている。国際交流クラブ活動が盛んで、毎年恒例のインターナショナルディナーは11月に開かれる。ディナーでは、全留学生が各国の伝統料理を手作りで披露し、さらに、それぞれの文化を生かしたパフォーマンスも行われる。地域住民を巻き込む、人気のイベントである。
国際交流は、受け入れるだけでなく、送り出す方も盛んで、学生はもちろん、教員も様々な国に派遣され、見聞を広めている。日本へは、日本語の授業を履修している学生が、より高いレベルの日本語を学ぶために国立佐賀大学と私立関西外国語大学に1学期から1年間、交換留学生として派遣されている。
- 提携大学
  - イギリス ブラッドフォード - ブラッドフォード大学
  - イギリス ミドルズブラ - ティーサイド大学 (en:Teeside University)
  - イギリス エディンバラ - クイーン・マーガレット大学 (en:Queen Margaret University)
  - アイルランド リムリック - リムリック大学
  - ドイツ バンベルク - バンベルク大学 (en:Bamberg University)
  - ポーランド ポズナン - ポズナン美術学校 (en:University of Fine Arts in Poznań)
  - ハンガリー ブダペスト - センメルヴェイス大学
  - スロバキア ブラチスラヴァ - コメニウス大学
  - スロバキア ブラチスラヴァ - ブラチスラヴァ美術学校 (en:Academy of Fine Arts and Design, Bratislava)
  - 中国 南京 - 南京大学
  - 韓国 江原道 - 国立江原大学校
  - 日本 大阪 - 関西外国語大学
  - 日本 佐賀 - 佐賀大学
  - インド ウダイプル - ラージャスターン大学

## 教育及び研究
教育学部、保健・環境科学学部、人文・芸術・演劇学部、ビジネス・インフォメーション・社会科学学部の4つのカレッジ（学部）から成る。
教授陣は最低修士号、全体の8割以上が最終学位（芸術科は修士号が最終学位で、それ以外は博士号）を保有する。

### 学部
- 教育学部 (en:Bachelor of Science (BS))
  - 初等教育学・幼児教育学科
    - 初等教育（4年生まで）・幼児教育専攻
    - 初等教育専攻  (en:Bachelor of Science in Education (BSEd))

  - 保健体育学科
  - 中等教育学・基礎教育学科
    - 小学校高学年から中学校2年生まで専攻
    - 中学・高校教育専攻
    - 外国語教育専攻

  - 特殊教育学科
  - スポーツ管理学科
- 保健・環境科学学部 (en:Bachelor of Science (BS))
  - 生物学科
    - 生物学専攻 (en:Bachelor of Arts (BA)/en:Bachelor of Science (BS))
    - 薬学専攻

  - 化学科
    - 生化学専攻
    - 環境化学専攻
    - 法化学専攻
    - 薬学専攻
    - 化学専攻

  - 運動・リハビリテーション学科
    - 運動トレーニング専攻
    - 運動科学専攻

  - 地理学・地学・環境学科
    - 地理学専攻
      - 環境学
      - 環境・社会
      - 応用地理テクノロジー

    - 環境地球科学専攻 (BS/BA)
      - 地学
      - 環境科学

  - 数学科 (BS/BA)
  - 看護学科
  - 公園レクリエーション・環境教育学科
    - 公園・資源管理専攻
    - レクリエーションセラピー専攻
    - リゾートレクリエーション・観光管理専攻

  - 物理学科
    - 物理学専攻 (BS/BA)
    - 計算物理学専攻

  - 心理学科
    - 心理学専攻 (BS/BA)

  - 公衆衛生学・社会福祉学科
    - 公衆衛生学専攻
    - 社会福祉学専攻
- ビジネス・インフォメーション・社会科学学部 (en:Bachelor of Science (BS))
  - コミュニケーション学科
    - エマージングテクノロジー・マルチメディア専攻
    - ジャーナリズム専攻
    - パブリックリレーションズ専攻

  - コンピュータサイエンス学科 
    - コンピュータサイエンス専攻
    - 情報システム専攻
    - 情報技術専攻

  - コミュニケーション学科 (en:Bachelor of Arts (BA)
  - 法学・刑事学科 (BA)
  - 経理学科 (en:Bachelor of Science in Business Administration (BSBA))
  - ビジネス学科 (BSBA)
  - 経済学科 (BSBA)
  - 財政学科 (BSBA)
  - 経営学科 (BSBA)
  - マーケティング学科 (BSBA)
- 人文・芸術・演劇学部 (en:Bachelor of Arts (BA))
  -     - 芸術学科  (en:Bachelor of Fine Arts (BFA/BS/BA)
    - ダンス学科
    - 英語学科
      - 英文学専攻（BA)
      - プロフェッショナルライティング専攻（BS)
      - クリエイティブライティング専攻（BS)
      - 英語教育学専攻（B.S.Ed.)

    - 歴史学科
    - 現代言語・文化学科
      - フランス経営管理学・国際専門専攻（BA)
      - フランス語専攻（BA/B.S.Ed.)
      - スペイン経営管理学・国際専門専攻
      - スペイン語専攻（BA/B.S.Ed.)

    - 音楽学科 en:Bachelor of Music (BM))
      - 音楽教育学専攻
      - 演奏専攻
      - 音楽療法専攻

    - 哲学科
    - 政治科学科
    - 演劇学科

### 大学院
- 教育学部
  - 初等教育学・幼児教育学科 (en:Master of Arts in Education (M.A.Ed))
    - リーディングスペシャリスト専攻
    - 数学・科学 (中学2年生まで）専攻

  - 保健体育学科  
    - 障害者体育専攻 (en:Master of Science (MS))
    - 保健体育専攻 (en:Master of Education in Physical Education (M.Ed.PE))

  - 中等教育学・基礎教育学科 (en:Master of Education (M.Ed))
    - 教育リーダーシップ専攻
    - 英語学専攻
    - 数学・科学専攻
    - 社会科専攻

  - カウンセリング学・発達カウンセリング学科 (Post-master's)
    - 地域カウンセリング専攻
    - 学校カウンセリング専攻
    - 高等教育学生生活学専攻
- 保健・環境科学学部 (en:Master of Science (MS))
  - 地理学・地学・環境学科
    - 生態学専攻

  - 公園レクリエーション・環境教育学科
    - 公園・資源管理専攻 (MS)
    - 環境教育専攻 (M.Ed.)

  - 理学療法学科 （en:Doctor of Physical Therapy (DPT))
- 人文・芸術・演劇学部 (en:Master of Arts (MA))
  - 歴史学科
- ビジネス・インフォメーション・社会科学学部 (en:Master of Arts (postgraduate) (MA))
  - 法学・刑事学科

## 出身者
- マット・アダムス - MLBプロ野球選手
- ブランドン・フスコ（英語版） - NFLのアメフト選手
- リチャード・シュワイカー（英語版） - 政治家、元アメリカ合衆国保健福祉長官